# Playa de San Juan (barrio)
Playa de San Juan es el nombre de un barrio de la ciudad de Alicante (España) situado en torno a la playa de San Juan. 

## Descripción
Se encuentra en la periferia de la ciudad, limita al sur con el barrio Cabo de la Huerta, al que pertenece un pequeño tramo de la playa alicantina, y al sur-este con los barrios de Villafranqueza-Santa Faz y Albufereta. Según el padrón municipal, cuenta en el año 2023 con una población de 28 186 habitantes (14539 mujeres y 13647 hombres).
El barrio está delimitado exteriormente, desde el sur y en el sentido horario, por las calles y avenidas siguientes: Cataluña, Condomina, Ansaldo, camino Benimagrell, límite con el término municipal de Campello al norte y la línea de costa por el este.
Este barrio, al principio, era esencialmente un lugar de vacaciones veraniegas pero, con el paso del tiempo, se ha convertido para mucha gente en su lugar de residencia todo el año.
Es una zona residencial que tiene varios hoteles y un campo de golf. La población en verano se multiplica, ya que también existen muchas segundas residencias de alicantinos y, en general, de gente del interior de la provincia y del resto de España. El código postal del barrio es el 03540.
La superficie del barrio es 5.91 km².

## Población
En 2023, con sus 28 7186 habitantes, es el barrio más poblado de la ciudad de Alicante. Según el padrón municipal de habitantes de Alicante, la evolución de la población del barrio de Playa de San Juan entre los años 2000 y 2023 tiene los siguientes números:

## Fiestas
Las fiestas del barrio son, como en el resto de la ciudad de Alicante, las Hogueras de San Juan. Cuenta con tres comisiones de hogueras:
- Alacant Golf
- La Condomina
- Remigio Soler